# Ascotaiwania hsilio
Ascotaiwania hsilio är en svampart som beskrevs av H.S. Chang & S.Y. Hsieh 1998. Ascotaiwania hsilio ingår i släktet Ascotaiwania, ordningen Sordariales, klassen Sordariomycetes, divisionen sporsäcksvampar och riket svampar.   Inga underarter finns listade i Catalogue of Life.